# Мишън
Мишън (на английски: Mission, в превод „мисия“) е квартал в град-окръг Сан Франциско, щата Калифорния, САЩ.
В Мишън се намира и църквата „Мисия Свети Франциск от Асизи“, известна още като „Мисия Долорес“ – най-старата сграда в Сан Франциско, основана на 9 октомври 1776 г., на която е кръстен и града. Църквата от своя страна е кръстена на свети Франциск от Асизи – монахът, от който идва името на францисканския орден.
Мишън е латиноамериканският квартал на Сан Франциско. Има многобройни жители от латиноамериканските държави, както и от други националности. Има много кафета, ресторанти, клубове, магазини, специализирани магазини за етнически храни.
На юг от Мишън се намира квартал „Бърнал Хайтс“.